# Le Mesnilbus
Le Mesnilbus är en kommun i departementet Manche i regionen Normandie i norra Frankrike. Kommunen ligger i kantonen Saint-Sauveur-Lendelin som tillhör arrondissementet Coutances. År 2018 hade Le Mesnilbus 344 invånare.

## Befolkningsutveckling
Antalet invånare i kommunen Le Mesnilbus
| Referens: INSEE |